# 絲底鰕鱂
絲底鰕鱂，為輻鰭魚綱鯉齒目鰕鱂亞目鰕鱂科的其中一種，為熱帶淡水魚，分布於非洲多哥、貝南及奈及利亞淡水流域，體長可達5.5公分，棲息在沿岸雨林覆蓋的溪流、沼澤底中層水域，以蠕蟲、昆蟲及甲殼類為食，生活習性不明，可作為觀賞魚。

## 擴展閱讀
維基物種上的相關：絲底鰕鱂